# 每英寸测量数
每英寸测量数（英語：Counts per inch，縮寫：CPI）是度量光学鼠标传感器灵敏度的指标，表示鼠标在平面上每移动1英寸向计算机发回的指令数。它只取决于鼠标自身性能，不受所连接计算机的影响。
另一种描述鼠标灵敏度的常用参数是DPI，但此参数并不严谨。

## CPI与DPI
鼠标通过不停向计算机发送位移指令来控制光标移动。例如：随手移动鼠标，它返回给计算机200次「向上」和130次「向右」信号，于是屏幕上指针向右上移动了一段距离。
若一枚鼠标CPI为400，则它向左移动一英寸就会发出400次「向左」信号；若计算机每收到一次信号就让光标移动两个「点」，则这枚鼠标在这台计算机上的DPI为800。
鼠标厂商标示鼠标DPI时默认“每次位移信号对应移动一个点”，所以标示的DPI实际等于鼠标CPI。这里的DPI其实是误用。
通过改变软件设置可以随意调节鼠标DPI。对收到的位移信号乘以某个数值就是「系统设置」中「改变鼠标速度」的原理。当乘以的数大于1，则鼠标DPI 超过CPI，光标移动更快但准确度会有所损失。
DPI(CPI)越高，滑鼠指標速度越快，通常用在電競滑鼠上，高DPI(CPI)不是每個人都能適應，所以購買滑鼠時還是要注意一下。